# Ranko Hanai
Ranko Hanai (花井蘭子, Hanai Ranko), née le 15 juillet 1918 et morte le 21 mai 1961, est une actrice japonaise,. Son vrai non est Yoshiko Shimizu (清水よし子, Shimizu Yoshiko).

## Biographie
À l'âge de cinq ans, Ranko Hanai commence sa carrière d'actrice au théâtre dans la troupe de Takeo Kawai (ja). En 1928, elle rejoint le Studio Shōchiku de Kyoto (ja) et fait ses débuts au cinéma en 1929 sous le nom de scène de Reiko Shimizu (清水玲子, Shimizu Reiko). Elle change son nom de scène en Ranko Hanai en 1931 lorsqu'elle s'engage avec la Nikkatsu.
Elle a tourné dans près de 200 films entre 1929 et 1961,. Elle meurt d'une hémorragie cérébrale en 1961.

## Filmographie partielle
- 1929 : Chōchin (提灯?) de Ryūtarō Nakane (ja)
- 1929 : Sanza shigure (さんざ時雨?) de Tetsuroku Hoshi
- 1931 : Le Chant de l'insecte (かんかん虫は唄ふ, Kankanmushi wa utau?) de Tomotaka Tasaka
- 1931 : Goal in (ゴールイン, Gōruin?) de Yutaka Abe
- 1932 : Tagosaku hōmu ran (田吾作ホームラン?) de Tomiyasu Ikeda
- 1932 : Shanghai (上海, Shanhai?) de Minoru Murata
- 1932 : Hiyameshi jūman koku (冷飯十万石?) de Tomiyasu Ikeda
- 1932 : Hikoza no ippon yari (彦左の一本槍?) de Tomiyasu Ikeda
- 1933 : Shinzō kyōdai (新蔵兄弟?) de Ryōhei Arai

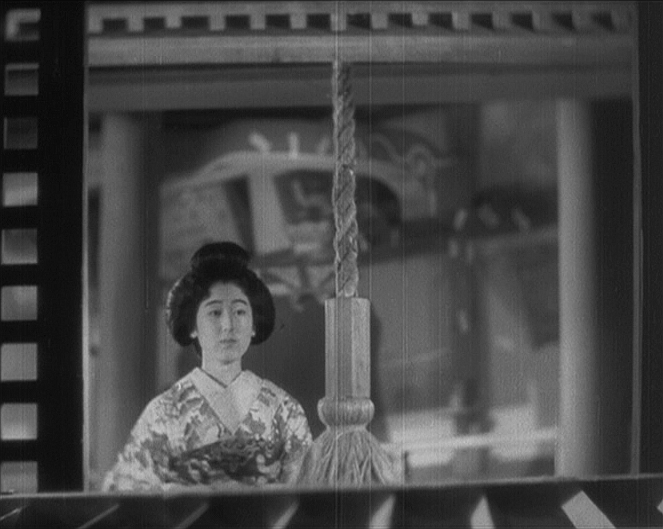
Ranko Hanai dans Le Pot d'un million de ryō (1935).

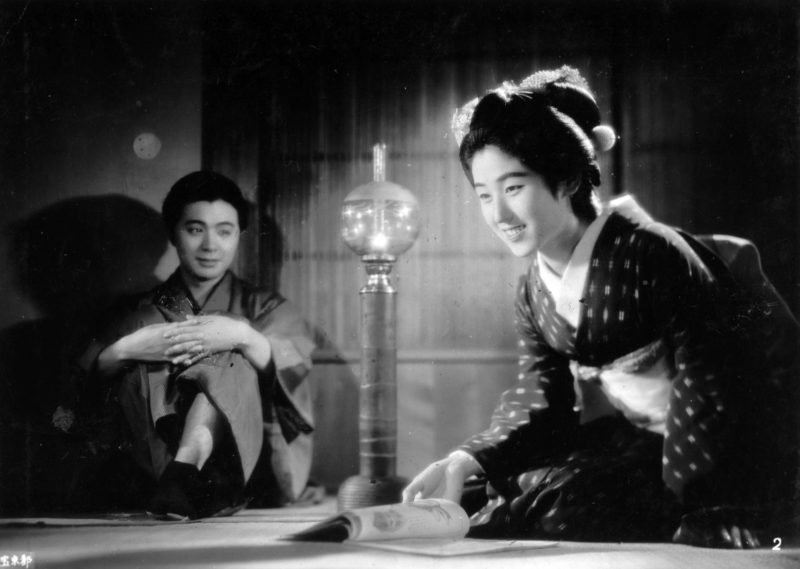
et Ranko Hanai dans La Chanson d'autrefois (1939).

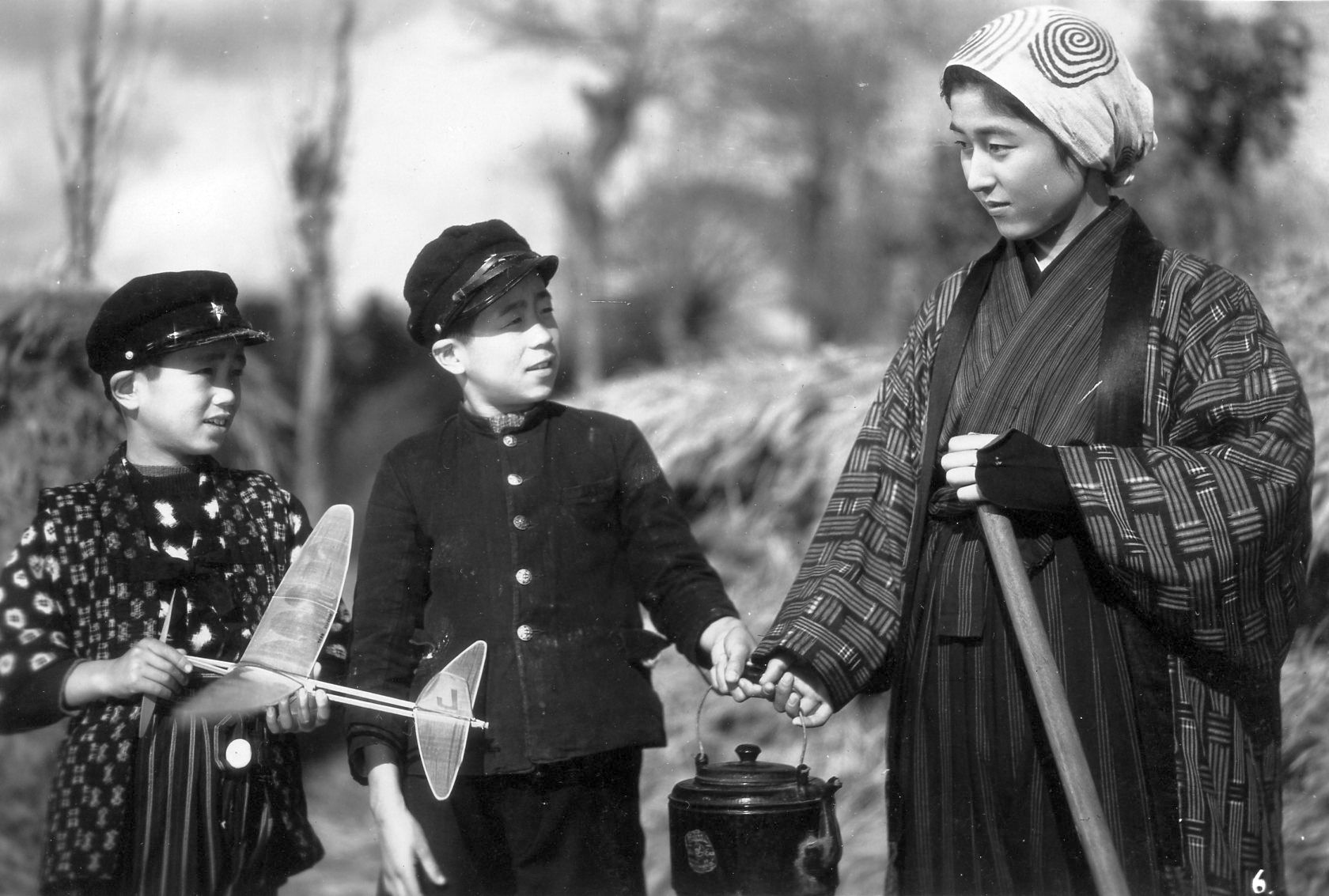
Ranko Hanai dans Un visage inoubliable (1941).

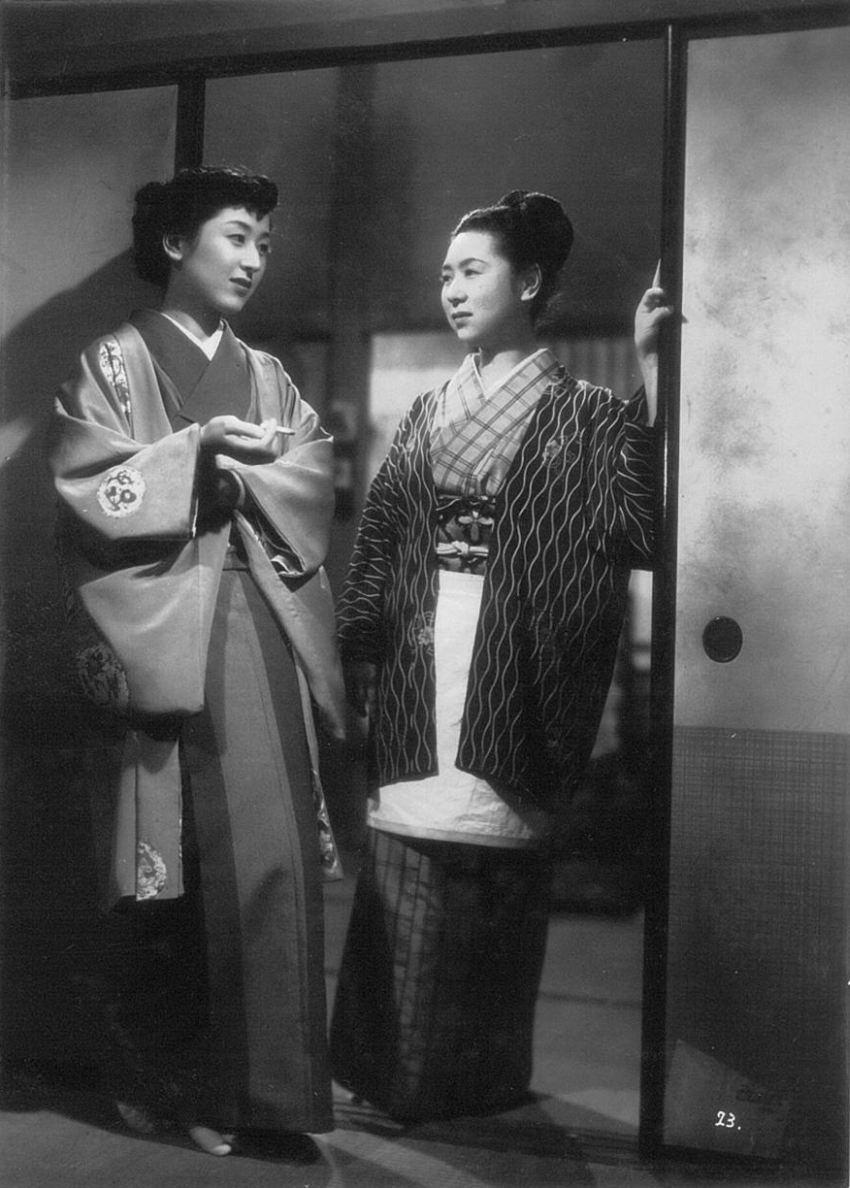
Ranko Hanai et Kinuyo Tanaka dans Le Fard de Ginza (1951).

- 1934 : Les 47 rōnin I et II (忠臣蔵 刃傷篇 復讐篇, Chūshingura: Ninjō-hen Fukushū-hen?) de Daisuke Itō
- 1935 : Le Pot d'un million de ryō (丹下左膳余話 百萬両の壺, Tange Sazen yowa: Hyakuman ryō no tsubo?) de Sadao Yamanaka : Hagino
- 1937 : Gonza et Sukejū (権三と助十, Gonza to Sukejū?) de Mansaku Itami : Otowa
- 1938 : Les Fleurs tombées (花ちりぬ, Hana chirinu?) de Tamizō Ishida : Akira
- 1939 : La Chanson d'autrefois (むかしの歌, Mukashi no uta?) de Tamizō Ishida : Omio
- 1939 : Les 47 rōnin I (忠臣蔵 前篇, Chūshingura: Zenpen?) d'Eisuke Takizawa
- 1939 : Les 47 rōnin II (忠臣蔵 後篇, Chūshingura: Kōhen?) de Kajirō Yamamoto
- 1941 : Un visage inoubliable (なつかしの顔, Natsukashi no kao?) de Mikio Naruse : Osumi
- 1942 : La Carte d’une mère (母の地図, Haha no chizu?) de Yasujirō Shimazu : Sugie
- 1943 : La Légende du grand judo (姿三四郎, Sugata sanshiro?) d'Akira Kurosawa : Osumi Kodana
- 1944 : Le Chemin du drame (芝居道, Shibaidō?) de Mikio Naruse
- 1948 : Une image vivante (生きている画像, Ikiteiru gazō?) de Yasuki Chiba[5]
- 1950 : Quatre sœurs (細雪, Sasameyuki?) de Yutaka Abe : Tsuruko Makioka
- 1951 : Le Fard de Ginza (銀座化粧, Ginza keshō?) de Mikio Naruse : Shizue Sayama
- 1951 : Sous les fleurs de pêcher (桃の花の咲く下で, Momo no hana no saku shita de?) de Hiroshi Shimizu
- 1951 : Miki Hirate (平手造酒, Hirate Miki?) de Kyōtarō Namiki
- 1951 : Le Repas (めし, Meshi?) de Mikio Naruse : Koyoshi Dōya
- 1952 : Sararīman kenka sandaiki (サラリーマン喧嘩三代記?) d'Umetsugu Inoue
- 1953 : Là d'où l'on voit les cheminées (煙突の見える場所, Entotsu no mieru basho?) de Heinosuke Gosho : Katsuko Ishibashi
- 1953 : La Vie d'une femme (女の一生, Onna no issho?) de Kaneto Shindō
- 1953 : Lettre d'amour (恋文, Koibumi?) de Kinuyo Tanaka : propriétaire du restaurant
- 1954 : L'Incendie du château d'Edo (春色お伝の方 江戸城炎上, Shunshuku Oden no kata: Edo-jō enjō?) de Yutaka Abe
- 1954 : Mizugi no hanayome (水着の花嫁?) de Toshio Sugie
- 1954 : Calendrier de femmes (女の暦, Onna no koyomi?) de Seiji Hisamatsu : Kayano Sugie
- 1954 : Hiren mamurogawa (悲恋まむろ川?) de Akira Hagiwara (ja)
- 1955 : Nonki saiban (のんき裁判?) de Kunio Watanabe
- 1955 : L'École Shiinomi (しいのみ学園, Shiinomi gakuen?) de Hiroshi Shimizu
- 1955 : Atsukama shi to Oyakama shi (アツカマ氏とオヤカマ氏?) de Yasuki Chiba
- 1955 : Funaba no musume yori: Wasureji no hito (船場の娘より 忘れじの人?) de Toshio Sugie
- 1955 : Histoire de Jiro (次郎物語, Jirō monogatari?) de Hiroshi Shimizu
- 1955 : Musuko hitori ni yome hachinin (息子一人に嫁八人?) de Toshio Shimura (ja)
- 1956 : Le Cœur d'une épouse (妻の心, Tsuma no kokoro?) de Mikio Naruse
- 1956 : Onryō Sakura daisōdō (怨霊佐倉大騒動?) de Kunio Watanabe
- 1956 : Romansu musume (ロマンス娘?) de Toshio Sugie
- 1956 : Niizuma kagami (新妻鏡?) de Toshio Shimura (ja)
- 1957 : Yama to kawa no aru machi (山と川のある町?) de Seiji Maruyama
- 1959 : Kitsune to tanuki (狐と狸?) de Yasuki Chiba
- 1961 : Kyūsenman no akarui hitomi (九千万の明るい瞳?) de Nagayoshi Akasaka (ja)
- 1961 : Pinku no chōtokkyū (桃色の超特急?) de Yūsuke Watanabe (ja)